# Sameodesma decaryalis
Sameodesma decaryalis là một loài bướm đêm trong họ Crambidae.